# Pendarungan
Pendarungan is een bestuurslaag in het regentschap Banyuwangi van de provincie Oost-Java, Indonesië. Pendarungan telt 3559 inwoners (volkstelling 2010).